# Cory Daniel
Cory Gilliland-Daniel (Estados Unidos, 11 de septiembre de 1995), más conocido como Cory Daniel, es un jugador profesional estadounidense de rugby que se desempeña en la posición de ala abierto en Old Glory DC, equipo perteneciente a la liga Major League Rugby.

## Carrera
En 2020, Daniel se unió al equipo Old Glory DC, con el cual disputa su cuarta temporada en la Major League Rugby. También fue parte de la Selección de rugby de los Estados Unidos.